# Liste der Monuments historiques in Nemours
Die Liste der Monuments historiques in Nemours führt die Monuments historiques in der französischen Gemeinde Nemours auf.

## Liste der Bauwerke
| Bezeichnung                             | Beschreibung | Standort                                                 | Kennzeichnung | Schutzstatus   | Datum     | Bild           |
| --------------------------------------- | ------------ | -------------------------------------------------------- | ------------- | -------------- | --------- | -------------- |
| Schloss Nemours                         |              | Cours du Château (Lage)                                  | PA00087162    | Inscrit Classé | 1926 1977 | weitere Bilder |
| Kirche St-Jean-Baptiste                 |              | 39, place de la République (Lage)                        | PA00087163    | Classé         | 1977      | weitere Bilder |
| Große Brücke                            |              | Route départementale 607 Route départementale 403 (Lage) | PA00087167    | Inscrit        | 1926      | weitere Bilder |
| Hospiz                                  |              | 31–39, rue du Docteur-Chopy (Lage)                       | PA00087164    | Inscrit        | 1926      | weitere Bilder |
| Haus                                    |              | 7, rue du Château (Lage)                                 | PA00087165    | Inscrit        | 1926      | weitere Bilder |
| Maison des receveurs du canal           |              | Quai du Canal (Lage)                                     | PA00087166    | Inscrit        | 1926      | weitere Bilder |
| Musée de la préhistoire d’Île-de-France |              | 48, avenue Étienne-Dailly (Lage)                         | PA77000019    | Inscrit        | 2002      | weitere Bilder |

## Liste der Objekte
Zum Verständnis siehe: Kirchenausstattung
- Monuments historiques (Objekte) in Nemours in der Base Palissy des französischen Kultusministeriums